# Сікс-Майл-Ран (Нью-Джерсі)
Сікс-Майл-Ран (англ. Six Mile Run) — переписна місцевість (CDP) в США, в окрузі Сомерсет штату Нью-Джерсі. Населення — 3383 особи (2020).

## Географія
Сікс-Майл-Ран розташований за координатами 40°28′12″ пн. ш. 74°31′56″ зх. д. / 40.47000° пн. ш. 74.53222° зх. д. (40.469914, -74.532222).  За даними Бюро перепису населення США в 2010 році переписна місцевість мала площу 19,38 км², з яких 19,36 км² — суходіл та 0,02 км² — водойми.

## Демографія
Згідно з переписом 2010 року, у переписній місцевості мешкали 3184 особи в 1152 домогосподарствах у складі 820 родин. Густота населення становила 164 особи/км².  Було 1218 помешкань (63/км²).
Расовий склад населення:
| - 37,0 % — білих - 33,9 % — чорних або афроамериканців - 23,6 % — азіатів - 0,2 % — корінних американців - 2,7 % — осіб інших рас |

До двох чи більше рас належало 2,6 %. Частка іспаномовних становила 8,9 % від усіх жителів.
За віковим діапазоном населення розподілялося таким чином: 25,5 % — особи молодші 18 років, 67,7 % — особи у віці 18—64 років, 6,8 % — особи у віці 65 років та старші. Медіана віку мешканця становила 36,3 року. На 100 осіб жіночої статі у переписній місцевості припадало 93,2 чоловіків;  на 100 жінок у віці від 18 років та старших — 90,4 чоловіків також старших 18 років.
Середній дохід на одне домашнє господарство  становив 116 261 долар США (медіана — 111 250), а середній дохід на одну сім'ю — 129 157 доларів (медіана — 124 766). За межею бідності перебувало 4,2 % осіб, у тому числі 0,0 % дітей у віці до 18 років та 8,8 % осіб у віці 65 років та старших.
Цивільне працевлаштоване населення становило 1620 осіб. Основні галузі зайнятості: освіта, охорона здоров'я та соціальна допомога — 28,7 %, науковці, спеціалісти, менеджери — 16,9 %, транспорт — 10,5 %, оптова торгівля — 9,3 %.